# Nafnaþulur
Nafnaþulur er en del af Snorri Sturluson's Yngre Edda og den sidste del af Skáldskaparmál. På verseform lister den navnene som muligvis er blevet brugt i digte på forskellige ting som guder, jætter, personer, dyr og våben. Versene er ikke alle i Eddaen, og de optræder uafhnægigt af hinanden, og de blev sandsynligvis en senere tilføjelse til Snorris oprindelige tekst; men de har muligvis været en af kilderne til Eddaen. De bliver ofte udeladt fra forskellige udgaver udgaver og oversættelser af Eddaen.